# Gracilileia tillierorum
Gracilileia tillierorum är en tvåvingeart som beskrevs av Loïc Matile 1993. Gracilileia tillierorum ingår i släktet Gracilileia och familjen svampmyggor.
Artens utbredningsområde är Nya Kaledonien. Inga underarter finns listade i Catalogue of Life.